# Leonardo Deplano
Leonardo Deplano, född 21 juli 1999 i Florens, är en italiensk simmare.

## Karriär

### 2017–2019
I juli 2017 vid junior-EM i Netanya tog Deplano guld på 50 meter frisim. Följande månad vid junior-VM i Indianapolis tog han brons på 50 meter frisim. I december 2019 erhöll Deplano sin första internationella seniormedalj, ett brons, då han simmade i försöksheatet på 4×50 meter frisim.

### 2021
I maj 2021 vid EM i Budapest erhöll Deplano ett brons efter att ha simmat försöksheatet på 4×100 meter frisim. I november 2021 vid kortbane-EM i Kazan erhöll han ett guld på 4×50 meter medley samt ett brons på 4×50 meter mixed frisim efter att ha simmat i försöksheaten i båda grenarna.
I december 2021 vid kortbane-VM i Abu Dhabi var Deplano en del av Italiens kapplag som tog guld på 4×50 meter frisim och silver på 4×100 meter frisim. Han erhöll även ett brons efter att ha simmat i försöksheatet på 4×50 meter mixed medley.

### 2022–2023
I augusti 2022 vid EM i Rom tog Deplano silver på 50 meter frisim. Han erhöll även ett guld och silver efter att ha simmat i försöksheaten på 4×100 meter frisim samt 4×100 meter mixed medley. I december 2022 vid kortbane-VM i Melbourne var Deplano en del av Italiens kapplag som tog guld och noterade nya världsrekord på både 4×100 meter frisim och 4×50 meter medley samt tog silver på 4×50 meter frisim.
I juli 2023 vid långbane-VM i Fukuoka erhöll Deplano ett silver efter att ha simmat försöksheatet på 4×100 meter frisim där Italien sedermera tog medalj. I december 2023 vid kortbane-EM i Otopeni var han en del av Italiens kapplag som tog silver på 4×50 meter frisim. Deplano erhöll ytterligare ett silver efter att ha simmat försöksheatet på 4×50 meter mixed frisim där Italien sedermera tog medalj.

### 2024–
I februari 2024 vid VM i Doha erhöll Deplano ett silver efter att ha simmat försöksheatet på 4×100 meter frisim där Italien sedermera tog medalj i finalen.